# Heraclides himeros
Heraclides himeros é uma borboleta neotropical da família Papilionidae e subfamília Papilioninae, encontrada no sul da região Nordeste e na região Sudeste do Brasil (havendo a possibilidade de registro da espécie em Corrientes). Foi classificada por Hopffer, com a denominação de Papilio himeros, em 1866. É considerada uma espécie em perigo, de habitat restrito. Suas lagartas se alimentam de plantas da família Rutaceae.

## Descrição
Esta espécie possui asas com envergadura de até pouco mais de 10 centímetros e com pequeno dimorfismo sexual, com a fêmea um pouco maior que o macho e dotada de áreas mais escuras. Este possui, visto por cima, tom geral amarelado e com áreas periféricas e nervuras das asas anteriores em tom castanho. Ocelos de margem superior vermelha podem ser vistos na região interna das asas posteriores, próximos ao abdome do inseto. Ambos os sexos possuem um par de caudas longas e espatuladas, com uma marca amarela em sua ponta, na metade inferior das asas posteriores; assim como o macho apresenta uma cadeia de manchas amarelas em suas bordas. O lado de baixo difere por ser predominantemente em amarelo mais pálido. Em voo rápido, torna-se difícil distingui-la de Heraclides astyalus.

## Hábitos
As borboletas, em seu habitat, possuem poucas populações existentes, o que torna seus hábitos pouco conhecidos e estudados. Voam particularmente em fevereiro, agosto e setembro.

## Planta-alimento
Em estudo do ano de 2014, está indicado que Heraclides himeros pode, possivelmente, se alimentar de gêneros de plantas da família Rutaceae, incluindo a espécie Pilocarpus spicatus (gênero Pilocarpus). Otero encontrou a lagarta em folhas de Esenbeckia leiocarpa (guarantã. Gênero Esenbeckia).

## Subespécies
H. himeros possui duas subespécies:
- Heraclides himeros himeros - Descrita por Hopffer em 1866. Nativa dos estados de Minas Gerais,[1] Espírito Santo e Rio de Janeiro (Brasil).[4][7][9][10]
- Heraclides himeros baia - Descrita por Rothschild & Jordan em 1906. Nativa dos estados da Bahia, Tocantins e Paraíba (Brasil).[4][6][8]